# Mtsamboro
Mtsamboro es una comuna francesa situada en el departamento y la región de Mayotte. 

## Geografía
La comuna se halla situada en el noroeste de la isla de Mayotte y está formada por las villas de Hamjago, Mtsahara y Mtsamboro.

## Demografía
| Gráfica de evolución demográfica de Mtsamboro entre 1985 y 2017 |
|                                                                 |

Fuente: Insee